# Abronia leurolepis
El lagarto alicante arborícola de escamas planas (Abronia leurolepis) es una especie de diploglosos de la familia Anguidae.

## Distribución geográfica
Es endémica de Chiapas (México).

## Estado de conservación
Se encuentra ligeramente amenazada por la pérdida de su hábitat natural.